# Club Baloncesto Sevilla 1999-2000
Questa voce raccoglie le informazioni riguardanti il Club Baloncesto Sevilla nelle competizioni ufficiali della stagione 1999-2000.

## Stagione
La stagione 1999-2000 del Club Baloncesto Sevilla è l'11ª nel massimo campionato spagnolo di pallacanestro, la Liga ACB.
All'inizio della nuova stagione la Federazione decise di modificare il regolamento riguardo al numero di giocatori extracomunitari consentiti per ogni squadra che così passò a solo due.
Il Club Baloncesto Sevilla partecipò alla Liga ACB 1999-2000 arrivando al quarto posto nella classifica finale. Nei play-off perse ai quarti di finale con il Saski Baskonia (3-1).

## Roster
Aggiornato al 30 luglio 2021.
| Caja San Fernando 1999-00 | Caja San Fernando 1999-00 |
| Giocatori                 | Staff tecnico             |
| ------------------------- | ------------------------- |

| N. | Naz.                                        | Ruolo | Nome             | Anno | Alt.   | Peso   |  |
| -- | ------------------------------------------- | ----- | ---------------- | ---- | ------ | ------ |  |
| 4  | Spagna (bandiera)                           | PG    | Iván Corrales    | 1974 | 182 cm | 78 kg  |  |
| 5  | Stati Uniti (bandiera)                      | C     | Jason Lawson     | 1974 | 211 cm | 109 kg |  |
| 6  | Stati Uniti (bandiera)                      | AC    | Richard Scott    | 1971 | 198 cm |        |  |
| 7  | Spagna (bandiera)                           | A     | Francesc Solana  | 1972 | 198 cm |        |  |
| 8  | Brasile (bandiera) · Germania (bandiera)    | G     | Anderson Schutte | 1975 | 196 cm |        |  |
| 9  | Spagna (bandiera)                           | AG    | Pep Cargol       | 1968 | 204 cm | 105 kg |  |
| 10 | Stati Uniti (bandiera)                      | P     | Andre Turner     | 1964 | 182 cm | 73 kg  |  |
| 11 | Spagna (bandiera)                           | P     | Salva Díez (C)   | 1963 | 193 cm | 90 kg  |  |
| 12 | Stati Uniti (bandiera) · Francia (bandiera) | C     | Paul Fortier     | 1964 | 205 cm | 105 kg |  |
| 13 | Spagna (bandiera)                           | C     | Pedro Fernández  | 1978 | 208 cm | 103 kg |  |
| 14 | Spagna (bandiera)                           | C     | Nacho Romero     | 1973 | 214 cm | 103 kg |  |
| 15 | Stati Uniti (bandiera) · Spagna (bandiera)  | A     | Mike Smith       | 1963 | 198 cm |        |  |

| Allenatore                                                         |
| - Javier Imbroda                                                   |
| Assistente/i                                                       |
| - Javier Fijo Legenda - (C) Capitano - (IN) Inattivo - Infortunato |

## Mercato

### Sessione estiva
| Acquisti | Acquisti        | Acquisti          | Acquisti      | Acquisti |
| R.a      | Nome            | da                | Modalità      |          |
| -------- | --------------- | ----------------- | ------------- | -------- |
| PG       | Iván Corrales   | Joventut Badalona | definitivo    |          |
| AG       | Pep Cargol      | Benfica           | definitivo    |          |
| C        | Paul Fortier    | Cholet            | fine prestito |          |
| A        | Francesc Solana | Girona            | definitivo    |          |

| Cessioni | Cessioni         | Cessioni    | Cessioni       | Cessioni |
| R.       | Nome             | a           | Modalità       |          |
| -------- | ---------------- | ----------- | -------------- | -------- |
| AP       | Manel Bosch      | Cantabria   | fine contratto |          |
| P        | Antonio Díaz     | Minorca     | fine contratto |          |
| AP       | Jacobo Odriozola | Breogán     | fine contratto |          |
| C        | Chuck Kornegay   | Fuenlabrada | prestito       |          |

### Dopo l'inizio della stagione
| Acquisti | Acquisti     | Acquisti         | Acquisti    | Acquisti   |
| R.       | Nome         | da               | Data        | Modalità   |
| -------- | ------------ | ---------------- | ----------- | ---------- |
| C        | Jason Lawson | Gr. Rapids Hoops | aprile 2000 | definitivo |

| Cessioni | Cessioni | Cessioni | Cessioni | Cessioni |
| R.       | Nome     | a        | Data     | Modalità |
| -------- | -------- | -------- | -------- | -------- |